# Kurort Hartha
Kurort Hartha ist eine Ortschaft und einer der Hauptorte der sächsischen Stadt Tharandt im Landkreis Sächsische Schweiz-Osterzgebirge. Zudem bildet der Ort einen gleichnamigen Ortsteil der Stadt Tharandt. Partnergemeinde ist seit 1990 Häusern.

## Geografie

### Lage

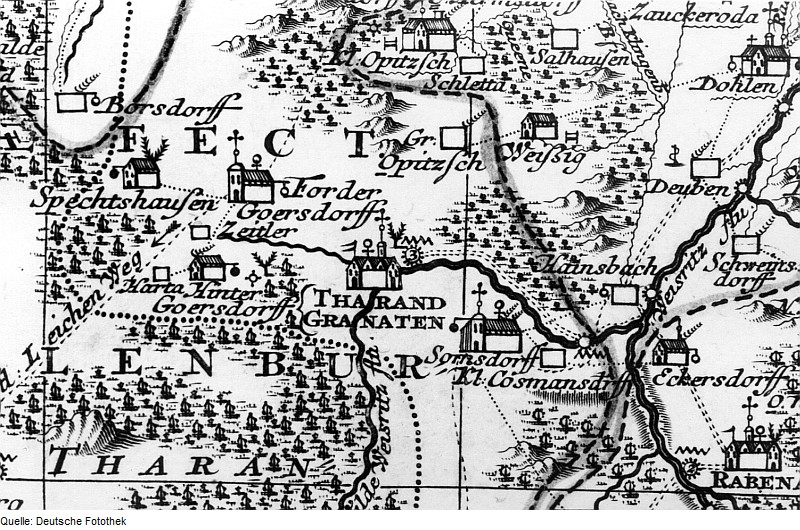
Harta und Hinter Goersdorff auf einer Landkarte, 18. Jahrhundert

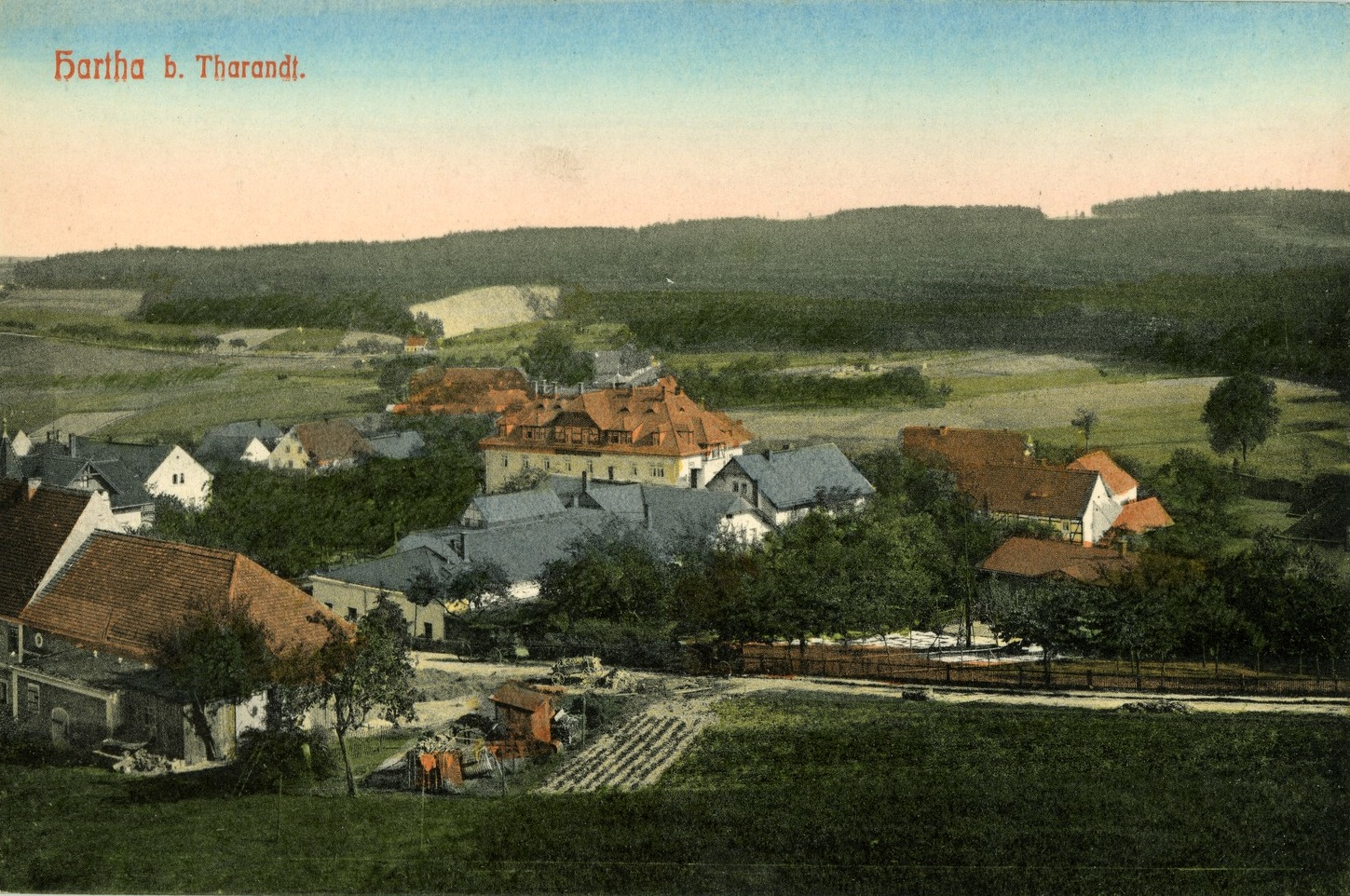
Bad Hartha bei Tharandt, 1906

Der Kurort hat eine Fläche von ca. 4,26 km² und liegt nordöstlich des Tharandter Waldes am Todbach. Nördlich des Ortes entspringt der Scheibenbach. Die Bevölkerungsdichte beträgt etwa 470 Einwohner pro Quadratkilometer.

### Nachbarorte
| Spechtshausen | Fördergersdorf                              |          |
| Grillenburg   | Kompassrose, die auf Nachbargemeinden zeigt | Tharandt |
|               | Tharandt                                    |          |

### Gemarkung
Der Ortsteil Kurort Hartha besteht aus der Gemarkung Hintergersdorf mit den Siedlungen Waldhäuser und Kuckuck (Ortslage Tharandt) und einem Teil der Gemarkungen Hartha mit Spechtshausen bzw. Grillenburg und Fördergersdorf.

## Geschichte

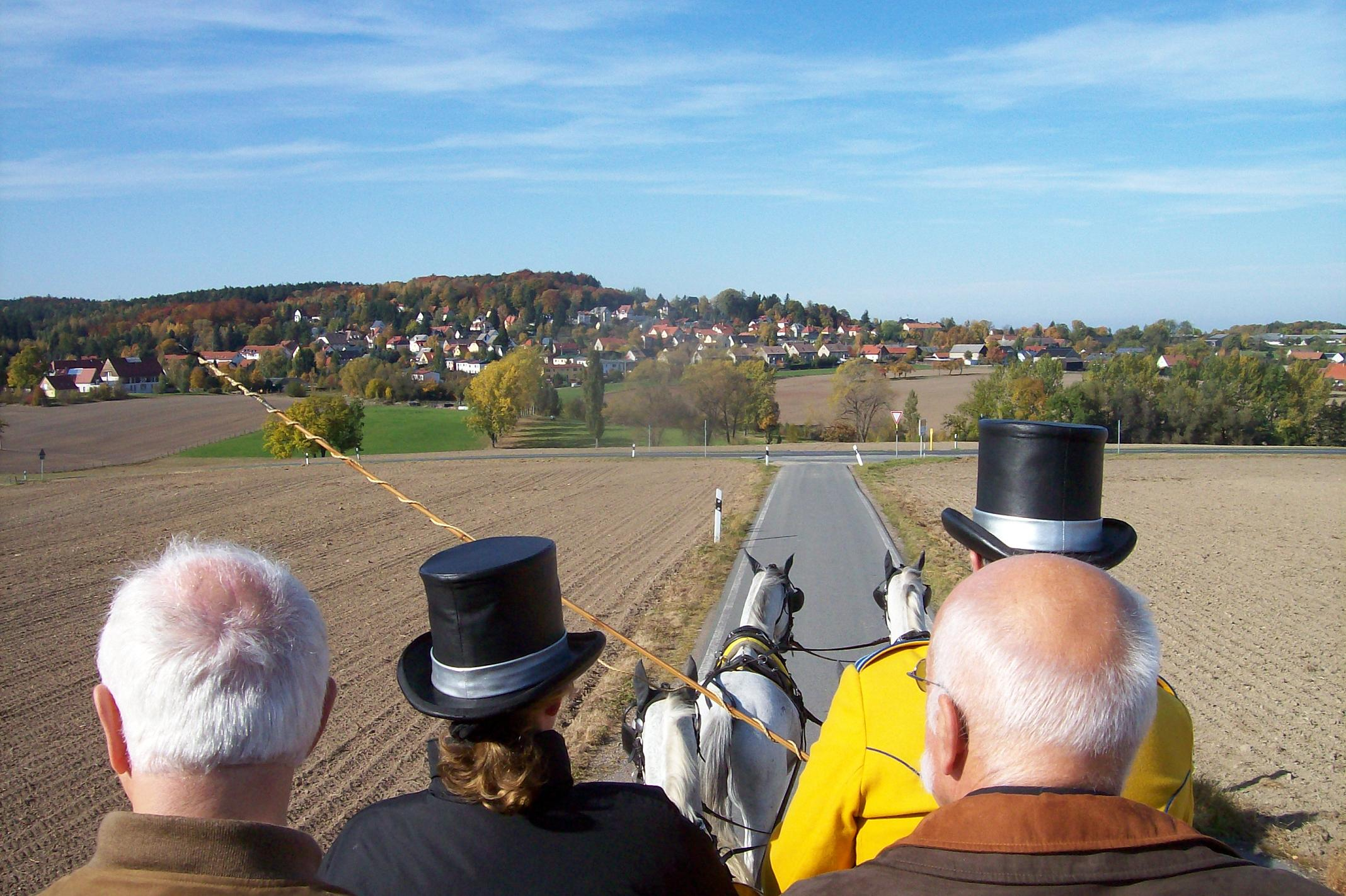
Blick von den Waldhäusern via Postkutsche nach Kurort Hartha

Hintergersdorf, das heutige Unterdorf von Kurort Hartha, wurde als Waldhufendorf angelegt und soll 1205 durch den 1223 urkundlich erwähnten Kolonisten des Meißner Bischofs Bruno II. von Porstendorf, Gerhardus miles de Kezcelesdorph, zusammen mit Fördergersdorf entstanden sein. Der Ort unterm Castrum Tharandt wurde 1378 erstmals urkundlich als Wengin Gerhartstorf genannt. Hartha, das heutige Oberdorf, war als Häuserzeile angelegt und entstand erst um 1540 durch die Ansiedlung von sieben Zeidlern (später als Altgärtner bezeichnet) als Waldbienenzüchter und Waldaufseher mit eigener Gerichtsbarkeit am Hartheberg, die 1542 erstmals erwähnt werden (lat. harth = Bergwald). Von 1550 bis 1856 war Hartha dem Amt Tharandt-Grillenburg angehörig, danach dem Gerichtsamt Tharandt. Im 18. Jahrhundert entstanden die Hintergersdorfer Siedlungen Waldhäuser und Kuckuck, letztere in der Ortslage Tharandt. Seit 1829 gab es die Gemeinde Hartha mit Spechtshausen. 1837 ist Hartha nach Fördergersdorf gepfarrt. 1869 wurde Hartha mit Spechtshausen ein Erholungsort und entwickelte sich als Bad Hartha ab 1870 zum Kurbadeort. Seit 1875 gehörte Hartha zur Amtshauptmannschaft Dresden. Ab 1904 wurde Hartha Luftkurort. 1926 vereinigte sich der Kurort Hartha mit Spechtshausen und Hintergersdorf freiwillig zum Kurort Hartha-Hintergersdorf. 1933 fand eine Umbenennung zum jetzigen Ortsnamen Kurort Hartha statt. Nach 1945 gehörte Spechtshausen zu Fördergersdorf. Ab 1952 war der Ort eine Gemeinde im Kreis Freital. Am 1. Januar 1973 wurden Fördergersdorf und Grillenburg eingemeindet, und der Kurort Hartha bekam mit allen Ortsteilen das Prädikat staatlich anerkannter Erholungsort. Am 1. August 1994 wurde Kurort Hartha Teil des aus dem Landkreis Freital und dem Landkreis Dippoldiswalde gebildeten Weißeritzkreises. Am 1. Januar 1999 endete die Selbstständigkeit des Kurortes durch den Zusammenschluss mit Pohrsdorf und Tharandt zur Stadt Tharandt. Im Dezember 2010 erfolgte erneut die Beurkundung als staatlich anerkannter Erholungsort, was bis 2023 Bestand hatte.

### Entwicklung der Einwohnerzahl
- 1551: 7 besessene Mann, 7 Inwohner (nur Hartha)[6]
- 1764: 10 Gärtner, 5 Häusler
- 1834: 131
- 1871: 225 (Hartha mit Spechtshausen)
- 1890: 205
- 1910: 268
- 1925: 334
- 1939: 1692 (Kurort Hartha mit Hintergersdorf)
- 1946: 2049
- 1950: 1930
- 1964: 1752
- 1990: 2288 (Kurort Hartha mit Grillenburg, Hintergersdorf, Fördergersdorf und Spechtshausen)
- 2013: 2508

## Verkehr

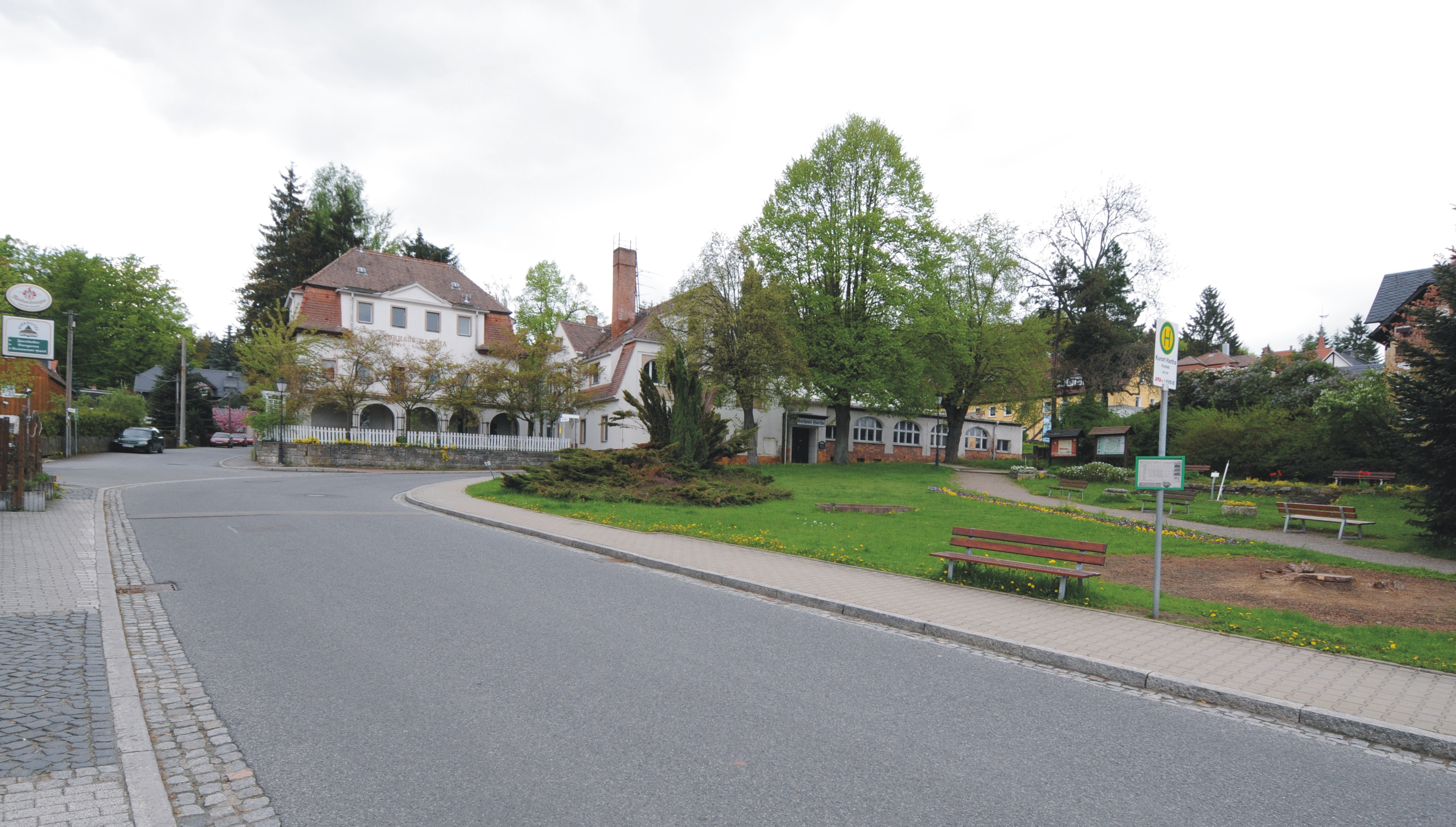
Kurplatz im Ortszentrum

Im Jahr 1900 richtete der Gastwirt des Kurhauses Hartha, Hermann Lehmann, einen Omnibusverkehr mit Pferdefuhrwerken zwischen dem Tharandter Bahnhof und dem Kurhaus Hartha ein. Während der Sommerzeit wurden wochentags sechs und sonntags bis zu zwölf Hin- und Rückfahrten angeboten. 1902 übernahm der Harthaer Fuhrunternehmer Hugo Opitz den Omnibusverkehr Hartha – Tharandt. Am 12. Juli 1912 eröffnete die Kraftomnibuslinie Tharandt – Kurort Hartha – Spechtshausen des sächsischen Automobilpioniers Emil Nacke (1843–1933), welche den Pferdeomnibus ablöste. Nach mehrmals wechselnder Trägerschaft sowie Verlängerung, über Pohrsdorf bis Fördergersdorf, besteht sie heute noch als Linie 345 und älteste noch betriebene Buslinie des Regionalverkehr Sächsische Schweiz-Osterzgebirge (RVSOE), seit dem Fahrplanwechsel zum Schuljahresbeginn 2012 jedoch nur noch bis Kurort Hartha, Abzweig Spechtshausen. Weitere Busanbindungen bestanden 1930–2012 über die Fernbuslinie Dresden – Annaberg (T 400), die heute über Hetzdorf fährt, und seit 1971 mit der Linie 363 (Freital–) Tharandt – Klingenberg (–Frauenstein), die heute über Fördergersdorf, Pohrsdorf, Spechtshausen, Kurort Hartha und Grillenburg noch bis Bahnhof Klingenberg-Colmnitz fährt.

## Feuerlöschwesen
Die Pflichtfeuerwehren von Hintergersdorf und Hartha mit Spechtshausen wurden 1926 in Freiwillige Feuerwehren umgewandelt und 1927 vereinigt. Das historische Spritzenhaus der Gemeinde Hartha mit Spechtshausen aus dem 19. Jahrhundert blieb als private Garage an der Ecke Talmühlenstraße/Lindenhofstraße erhalten. Durch eine private Stiftung von 1928 wurde 1932 die erste Motorspritze angeschafft und 1931 ein Steigerturm errichtet, der heute unweit des 1988 bezogenen Feuerwehrhauses an der Erbgerichtsgasse steht.

## Sehenswürdigkeiten

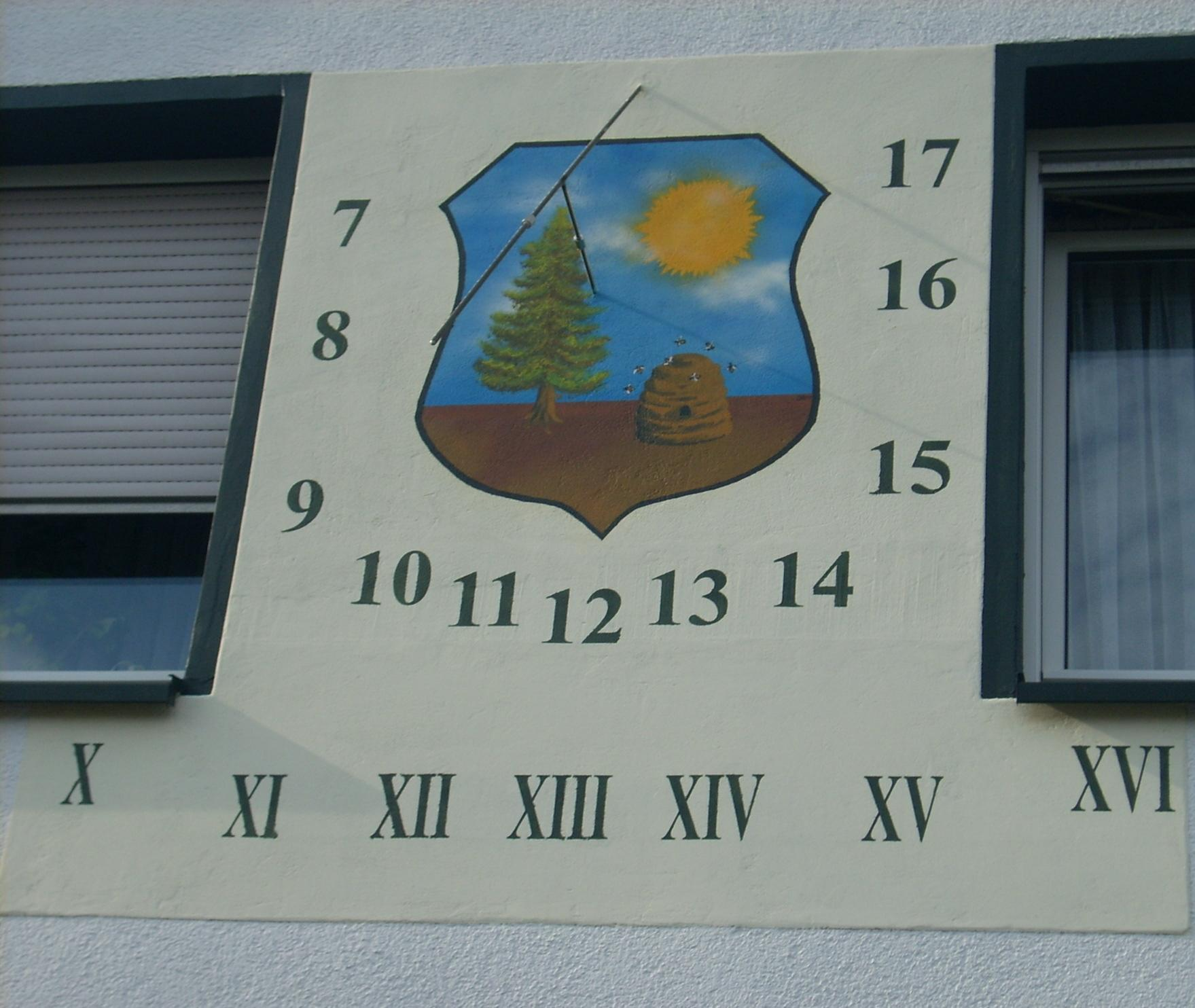
Sonnenuhr mit dem alten Ortswappen der Zeidlergemeinde Hartha aus der Zeit bis 1855 in der Siedlung Am Waldrand

- Geografischer Mittelpunkt Sachsens auf der Gemarkung Grillenburg im Tharandter Wald (Tännichtgrund / Diebskammer)
- Uhrentechnische Lehrschau Hennig im ehemaligen Gemeindeamt mit Sekundenweg Tharandt – Spechtshausen (ca. 6 km)
- Torhaus der Dresdner Landwirtschaftsausstellung von 1930 an einer ehem. landwirtschaftlichen Beispielwirtschaft, mit Brunnen, Taubenhaus und Reuning-Steiger-Gedenkstein von 1926 (Talmühlenstraße 32)
- Ehemalige Schulgebäude von 1768–1864 (Talmühlenstr. 25) und von 1864–1945 (Talmühlenstr. 56) sowie seit 1945 genutzte Schule (F.-v.-Schiller-Str. 21) im ehem. Dr.-Streit-Erholungsheim (1913–45) als Grundschule „Bernhard Hantzsch“
- Betonkunstbau Dresden des Architekturkünstlers Gerhard Merz im Gewerbepark am Zeisigweg (Solartestlabor des Instituts Fresenius)
- Glockenstuhl von 1933 mit Marien- oder Friedensglocke im Waldpark, 1517 gegossen von Martin Hilliger für die Kirche Fördergersdorf
- Bronzeplastik Hubertushirsch aus dem Schlosspark Grillenburg auf dem Kurplatz
- Gedenkstein zum 25-jährigen Regierungsjubiläum Kaiser Wilhelm II., errichtet 1913 vom Kgl.-sächs. Militärverein Wettin Hartha u. U. an der Waldstraße
- Hindenburg-Gedenkstein im Garten des Seniorenheimes Lindenhof (Lindenhofstraße 5), errichtet 1915 durch Lazarettsoldaten aus dem Dr.-Streit-Erholungsheim (heute Grundschule)
- Geologisches Freilichtmuseum (Rundweg ca. 12 km) und Geologischer Wanderweg (ca. 4 km) zwischen Mohorn-Grund und Tharandt
- Wege der Lieder als Rundweg (ca. 5 km) ab/an Kurplatz/Waldstraße
- ForstPark und Hedwigs Duft-Garten am Zeisigweg als Erweiterung des Forstbotanischen Gartens Tharandt
- Landschaftsschutzgebiet Tharandter Wald, der u. a. einen Geopark von nationaler Bedeutung darstellt

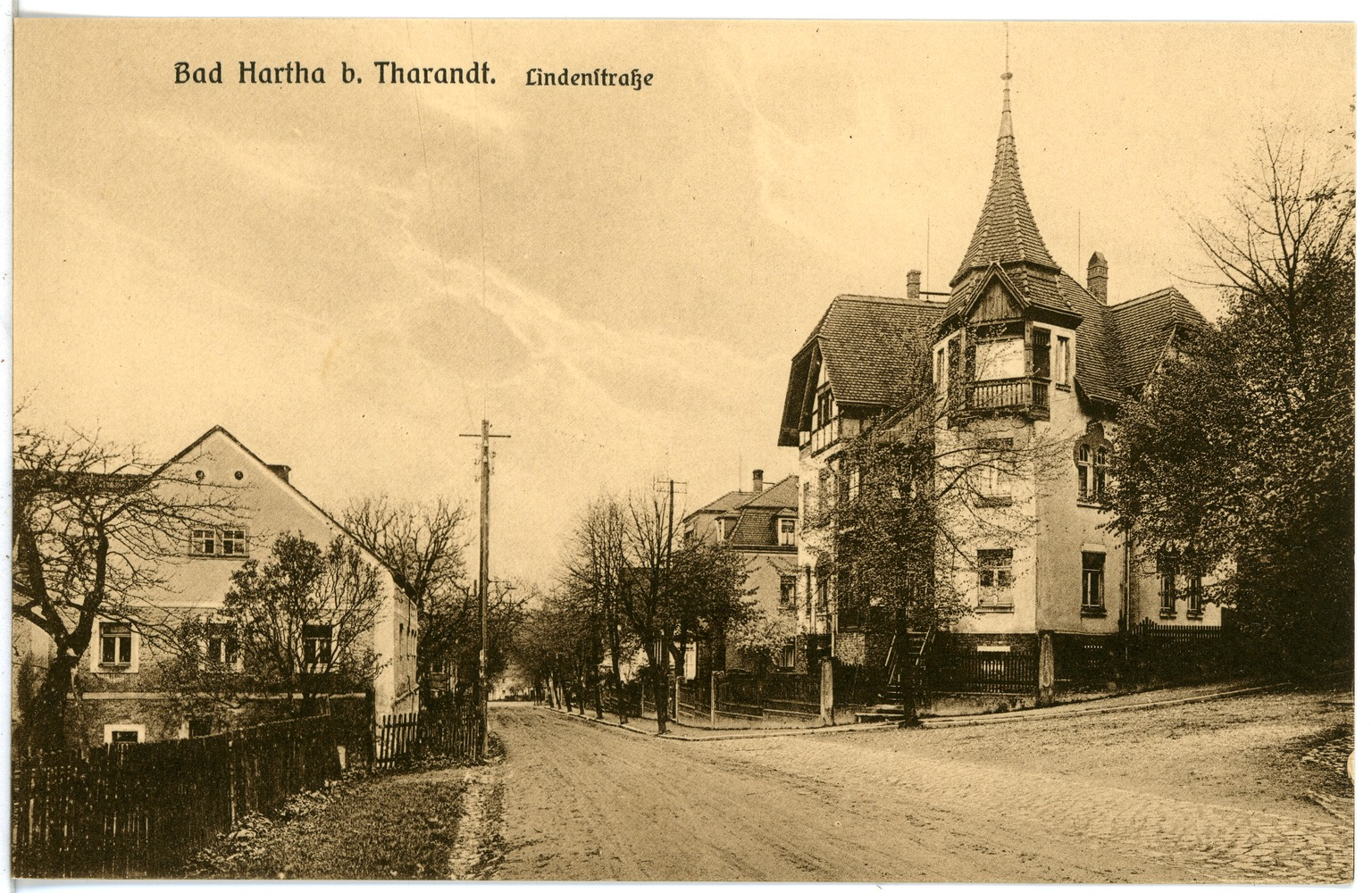
Gemeindeamt Hartha 1925, heute Arztpraxis
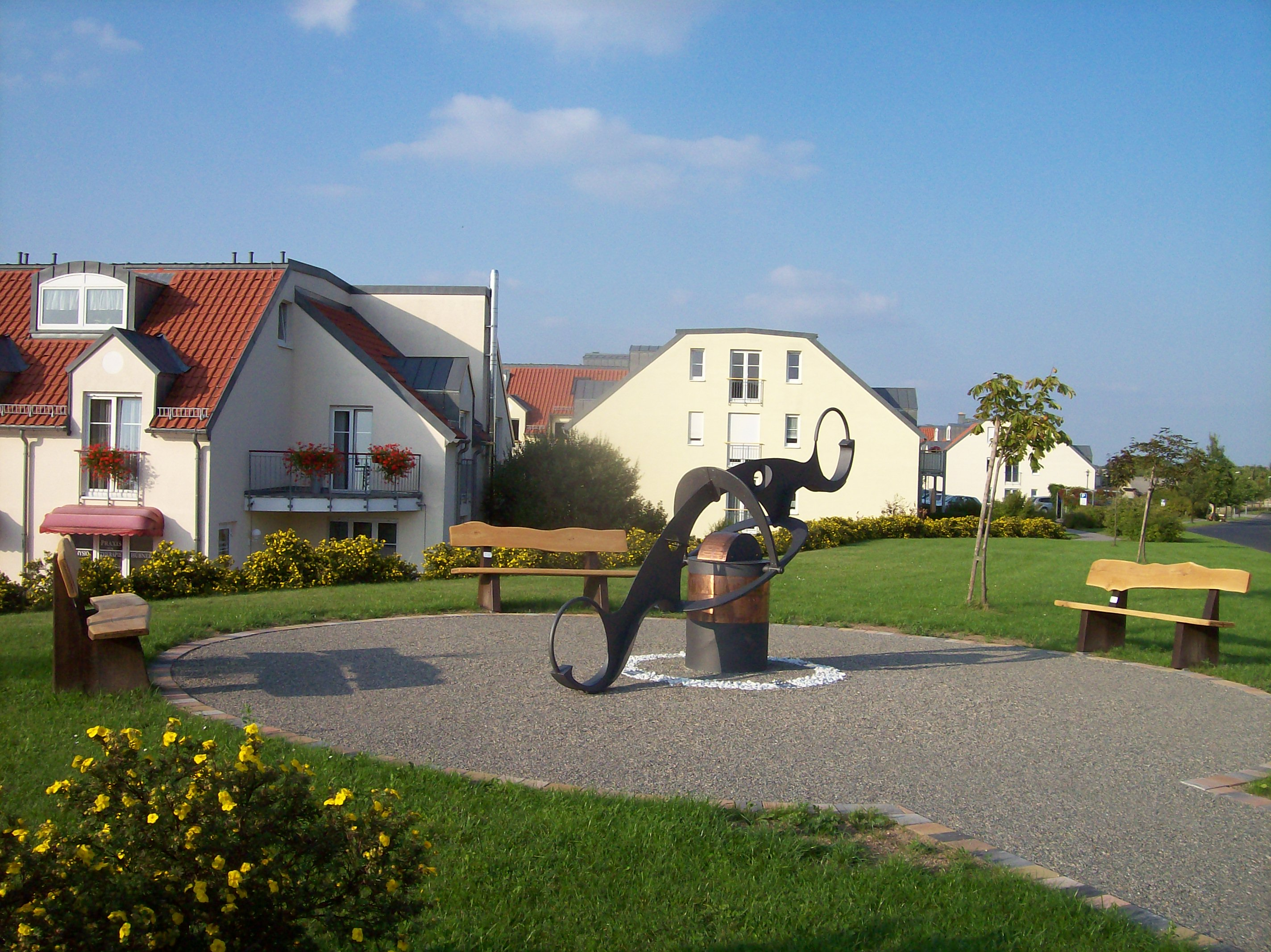
Sonnenuhr Sonnenkarussell am Zeisigweg im Gewerbepark
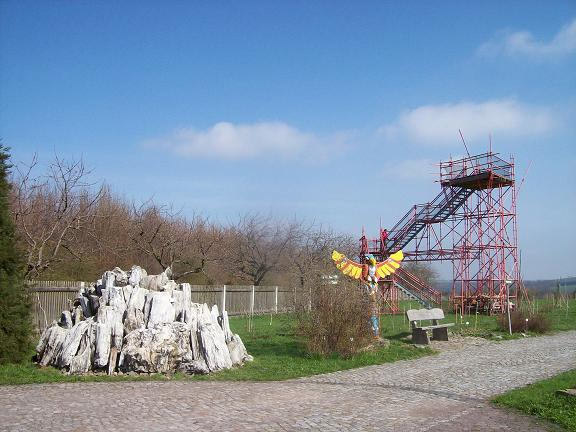
ForstPark Tharandt mit Aussichtsturm am Zeisigweg / Gewerbepark
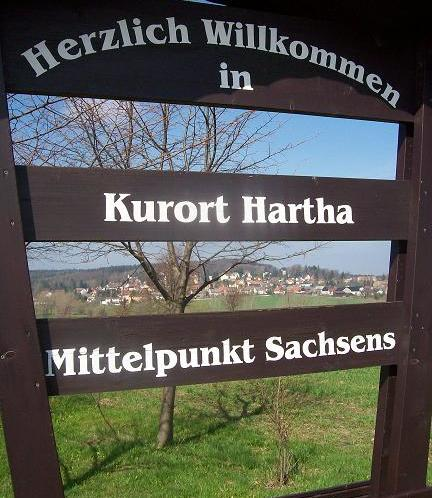
Blick durch die Begrüßungstafel auf den Ort
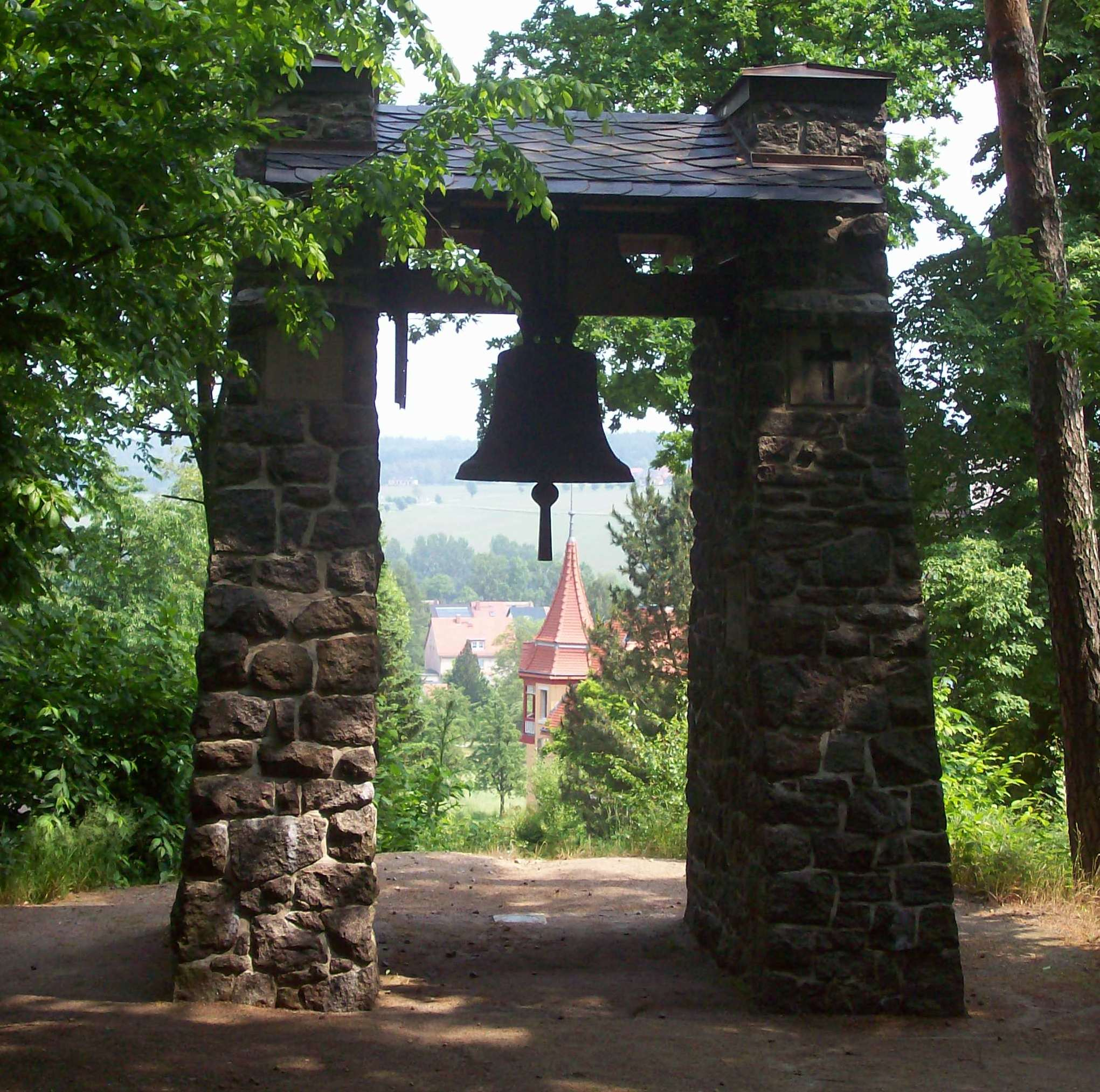
Glockenstuhl mit Friedensglocke
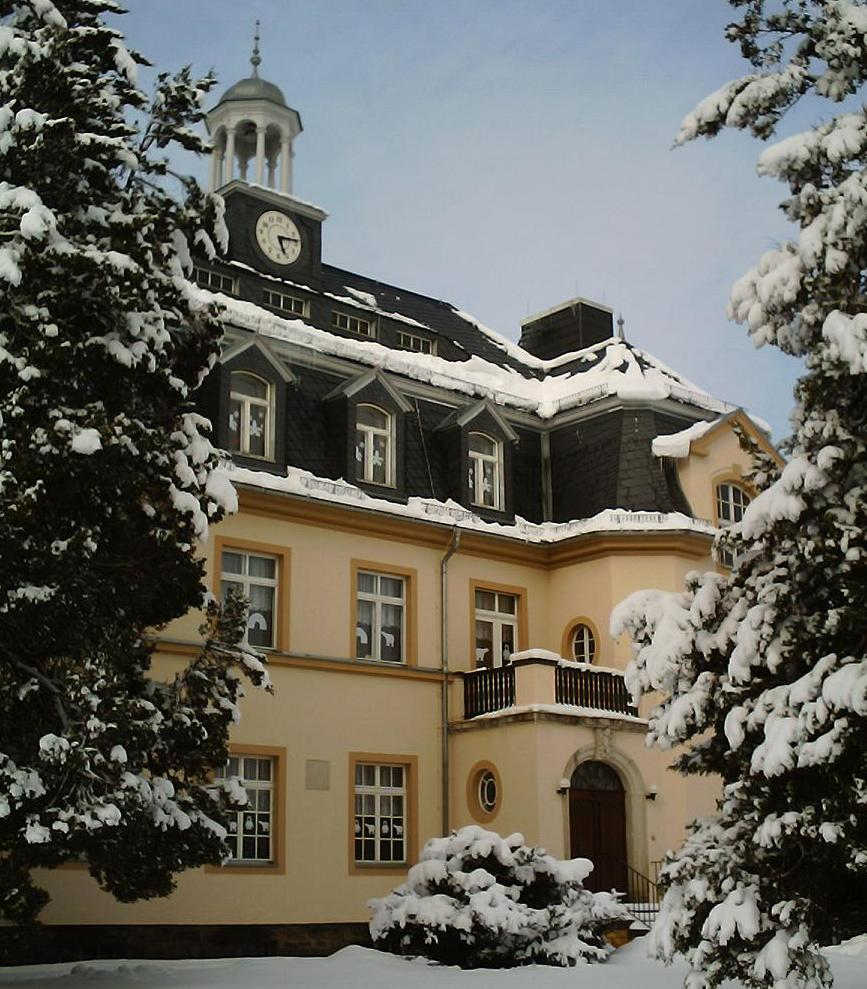
Grundschule Bernhard Hantzsch
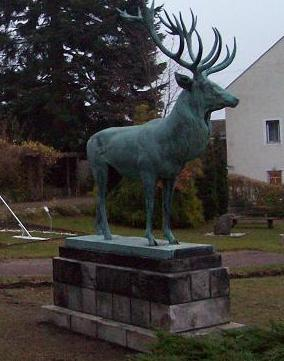
Bronzeplastik Hubertushirsch

## Persönlichkeiten
- Mehmed Şükrü Pascha (1856–1916), genannt Schükri Pascha – Held von Adrianopel (Edirne Müdafii), Brigadegeneral der türkischen Armee, 1887 Ehrenadjutant des deutschen Kaisers Wilhelm I. und 1909 stellvertretender Militärkommandant in Aleppo; übergab im ersten Balkankrieg Adrianopel (heute Edirne) im März 1913 nach mehrmonatiger Belagerung an die Bulgaren; Gedenkstein von 1913 im Garten des heutigen Seniorenheimes Lindenhof der Sammelstiftung des Bezirkes Dresden[8] in Kurort Hartha (heute: Lindenhofstr. 5)
- Oskar Jobst (* 25. September 1873 in Oelsnitz/Erzgeb., † 28. Januar 1962 in Kurort Hartha) – Dr.-Ing. e.h., Bergdirektor und Vorstand beim Steinkohlenbauverein Gersdorf bei Chemnitz; Wohnsitz in Kurort Hartha (heute: Parkstraße 6); Grabmal auf dem Friedhof in Fördergersdorf
- Bernhard Hantzsch (* 12. Januar 1875 in Dresden, † wahrscheinlich Ende Mai / Anfang Juni 1911 in Kanada auf der Baffininsel) – Lehrer in Grillenburg und Dresden sowie Ornithologe und Arktisforscher; Namenspatron der Grundschule Kurort Hartha
- Eva von der Osten (* 19. August 1881 auf Helgoland, † 5. Mai 1936 in Kurort Hartha) – deutsche Sängerin (Sopran), verheiratet mit dem Bariton Friedrich Plaschke (1875–1952); gemeinsamer Wohnsitz in Kurort Hartha (heute: Talmühlenstr. 49)
- Heinrich Ernemann (* 28. Mai 1850 in Gernrode, † 16. Mai 1928 in Kurort Hartha) – deutscher Unternehmer in der Foto- und Kinogeräteindustrie in Dresden und Gründer der Ernemann-Werke AG mit Wohnsitz in der Villa Heinrichs Eck in Kurort Hartha (heute: Am Hartheberg 21)
- Georg Rudorf (* 27. Januar 1868 in Bautzen; † 2. Februar 1948 in Kurort Hartha) – Landwirtschaftsrat, Direktor der Ackerbauschule Quakenbrück, genannt „Ackerdocktor“; reformierte die Landwirtschaft im Niedersächsischen Artland, verstarb in der Villa Wilhelmsruhe in Kurort Hartha (heute: Am Hartheberg 20)
- Georg Oertel (* 27. März 1856 in Großdölzig, † 23. Juli 1916 in Spechtshausen) – Reichstagsabgeordneter, konservativer Politiker, Chefredakteur der Deutschen Tageszeitung in Leipzig; verbrachte seine Sommerfrische auf dem Turmhof in Kurort Hartha; Grabmal auf dem Friedhof in Fördergersdorf
- Alvin Anger (* 29. November 1859 in Hamburg, † 1924 in Lindau-Hoyren am Bodensee) – Architekt (u. a. Villa Weigang  in Bautzen 1902–03); Professor für Schattenlehre, Perspektive und Architektur an der Kunstgewerbeschule Dresden (1911: Neues Lehrbuch der Perspektive); selbst entworfener Wohnsitz Landhaus Villa Anger (1901–02), 1924–93 Kurheim der Deutschen Reichsbahn Villa Harthaberg bzw. Otto Rehschuh, in Kurort Hartha (heute: Wohnhaus, Am Hartheberg 23)
- Arnold Edmund Streit (* 10. Mai 1867 in Chemnitz, † 21. Juni 1940 in Dresden), Jurist, Geheimer Regierungsrat (1917), 1909–1917 Amtshauptmann der Amtshauptmannschaft Dresden-Altstadt, 1929–1932 Präsident des Sächsischen Oberverwaltungsgerichts in Dresden, Verfasser der sächsischen Gemeindeordnung von 1923, Namensgeber für das 1913 erbaute Dr.-Streit-Erholungsheim für schulpflichtige Kinder, ab 1945 Schule in Kurort Hartha (heute: F.-v.-Schiller-Straße 21)
- Karl Eugen Biebrach (* 10. Mai 1882 in Dresden), Maler und Grafiker, Schüler von Richard Müller an der Dresdner Kunstakademie, lebte in Kurort Hartha (heute: Waldhäuser 32)
- Clemens Eduard Drechsler (* 4. April 1893 in Geyer, † 8, Oktober 1961 in Kurort Hartha), 1924–26 Bürgermeister von Hintergersdorf, 1926–33 von Hartha-Hintergersdorf und 1933–36 von Kurort Hartha; seit 3. April 1993 Ehrenbürger von Kurort Hartha für seine Verdienste um die Entwicklung als Kur- und Erholungsort
- Martin Schretzenmayr (* 17. September 1920 in Lenggries, † 11. November 1991 in Kurort Hartha), Prof. für Botanik und Naturschutz an der Universität Jena und der TU Dresden in Tharandt, lebte in Kurort Hartha (heute: F.-v.-Schiller-Str. 7)
- Walter Kaiser (* 27. Dezember 1923 in Pohrsdorf, † 18. Februar 1965 in Friedrichshain), deutscher Ingenieur, erster Betriebsleiter (technischer Direktor) des Fernsehkolbenwerkes (FSKW) Friedrichshain (Hersteller der ersten Fernsehbildschirme der DDR), aufgewachsen in der ehem. Schule (heute: Talmühlenstr. 56) und zuletzt wohnhaft in Kurort Hartha (heute: Parkstraße 6)
- Jana Gebhardt (* 6. Juli 1974, † 19. Dezember 2014), Miss Brandenburg 1993 und Initiatorin des örtlichen Projektes Hedwigs Duft-Garten, lebte zuletzt in Kurort Hartha, Waldhäuser 53[9]
- Tom Starke (* 18. März 1981 in Freital), Fußballtorhüter, Bayern München, wuchs in Kurort Hartha auf